# Franz Schebek

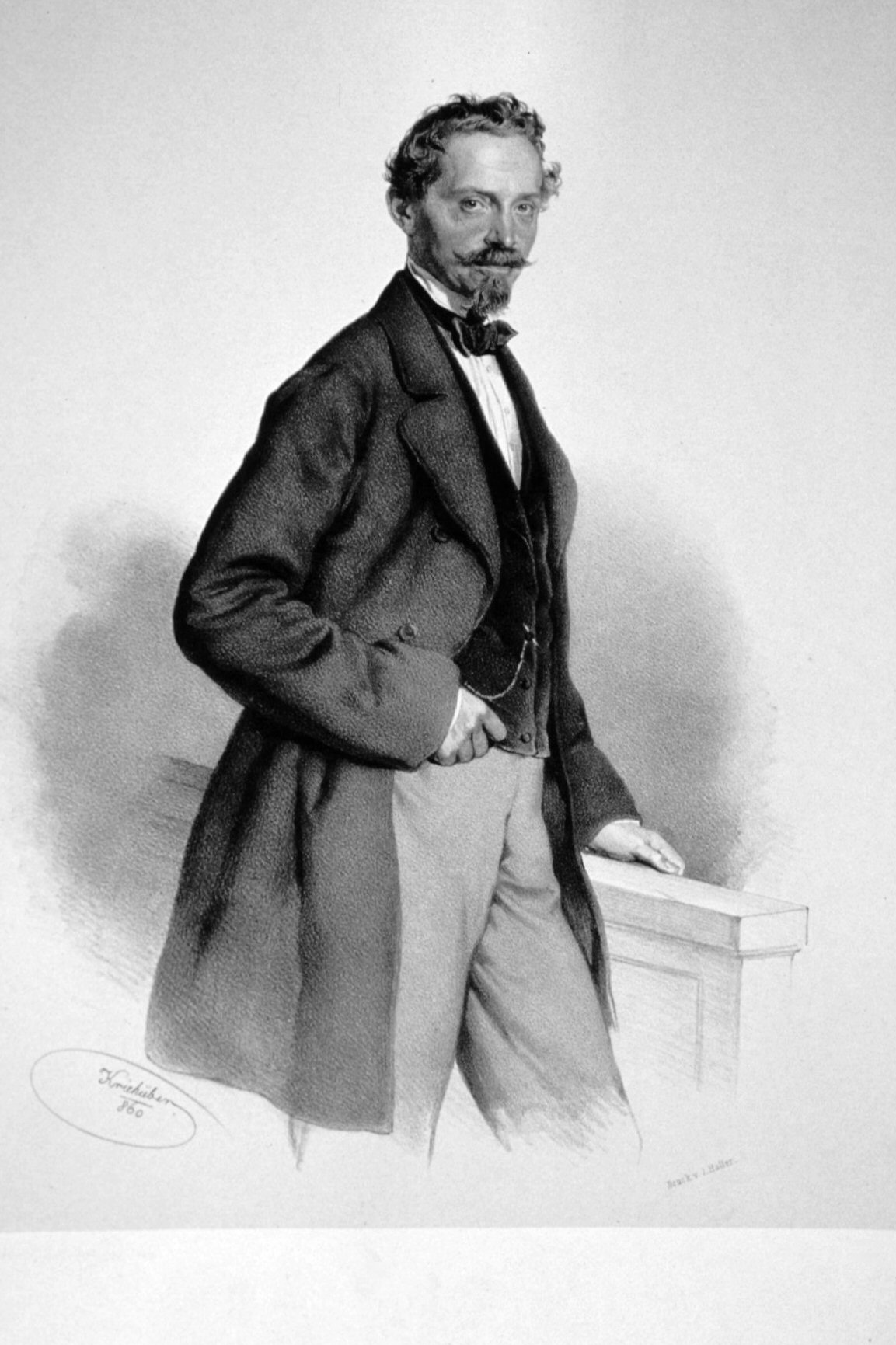
Franz Schebek, Lithographie von Josef Kriehuber (1860)

Franz Schebek, tschechisch František Šebek (* 15. April 1814 in Wlaschim, Böhmen; † 6. März 1862 in Wien) war ein böhmischer Baumeister, Stadtbaumeister von Wien und Reichsrats-Abgeordneter der Alttschechischen Partei.

## Leben
Franz Schebek war der Sohn eines Gärtners der Fürsten Auersperg. Er absolvierte von 1828 bis 1831 ein technisches Vorbereitungsstudium in Prag, konnte dann aber aus finanziellen Gründen keine höhere technische Lehranstalt besuchen. Stattdessen machte er eine Maurerlehre und kam nach einer Studienreise durch Deutschland und Italien nach Wien, wo er sich niederließ.
Von 1835 bis 1843 arbeitete er bei Baumeister Anton Hoppe, bei dem er schon nach wenigen Wochen zweiter Polier wurde. Dann war er 1843–1844 bei Leopold Mayr tätig. Anschließend legte er die Baumeisterprüfung ab und erhielt die Baumeisterkonzession; gleichzeitig wurde er Bürger von Wien. Von 1855 bis 1862 leitete er auch eine eigene Bauschule. Dem bei ihm arbeitenden Josef Hlávka überließ er 1860 die Führung seines Bauunternehmens.
In der Folge war Schebek politisch tätig. 1861 wurde er in den Wiener Gemeinderat und in den Böhmischen Landtag gewählt. Von dort aus kam er in den neu geschaffenen österreichischen Reichsrat, wo er die alttschechische Partei František Ladislav Riegers unterstützte. Er erkrankte jedoch an Tuberkulose und starb 1862. Er wurde auf dem Währinger Friedhof bestattet.

## Werk
Franz Schebek war einer der führenden Baumeister Wiens in der Zeit des Spätklassizismus und Frühhistorismus. Ihm wurden mehrere öffentliche Bauvorhaben zur praktischen Durchführung übertragen, die unter der Oberleitung kaiserlicher Baubeamter standen. In seinen Überzeugungen vertrat er die Ideale einer romantischen Volksbewegung, sei es politisch oder auch durch die Unterstützung des traditionellen Handwerks.
- Zwettler-Hof, Stephansplatz 6, Wien 1 (1839–1842), mit Leopold Mayr
- Wohnhaus, Gumpendorfer Straße 123 / Dominikanergasse 8, Wien 6 (1846), Seitentrakt; nach 1945 verändert
- Haus Fernolendt, Landstraßer Hauptstraße 74, Wien 3 (1849), Neufassadierung, für Franz Fernolendt
- Hauptpost, Postgasse 8–10, Wien 1 (1849–1854), Ausführung; Entwurf: Paul Wilhelm Eduard Sprenger
- Wohnhaus, Kegelgasse 16 / Seidlgasse 13, Wien 3 (1853), Umbau
- Wohnhaus, Sobieskigasse 28 / Pulverturmgasse 4, Wien 9 (1853), Umbau
- „Zum alten Blumenstöckl“, Ballgasse 6 / Blumenstockgasse 5, Wien 1 (1853), Umbau
- Wohnhaus, Mommsengasse 5, Wien 4 (1855), Adaptierung, dann 1871 von Franz Xaver Neumann dem Älteren nochmals verändert
- Miethaus, Liechtensteinstraße 12 / Türkenstraße 8, Wien 9 (1856)
- Miethaus, Liechtensteinstraße 13 / Türkenstraße 11, Wien 9 (1857), Ausführung; Entwurf: J. Kalmus
- Miethaus, Favoritenstraße 21, Wien 4 (1857)
- Wohnhaus, Ferdinandstraße 6 / Fischergasse 2, Wien 2 (1858), Adaptierung
- Hotel Pfeiffer, Kärntnerring 8, Wien 1 (1860), Ausführung; Entwurf: Wilhelm von Flattich, Carl Schumann
- Miethaus, Franz-Josefs-Kai 49, Wien 1 (1861), Ausführung; Entwurf: J. Petrosch
- Miethaus, Matthäusgasse 8 / Kolonitzgasse 4, Wien 3 (1861), 1901 durch Josef Drexler umgebaut
- Miethaus, Obere Viaduktgasse 28, Wien 3 (1861)

- Palais der kaiserlich österreichischen Bank, Herrengasse 17, Wien 1, Umbau und Aufstockung
- Tabakfabrik, Wien 3, ehemalige Weißgerbervorstadt; abgerissen
- Franziskanergebäude, Singerstraße, Wien 1, Umbau zur Staatsdruckerei
- Chemisch-Pathologisches Museum im Allgemeinen Krankenhaus